# Ред Блъф (Калифорния)
Ред Блъф (на английски: Red Bluff) е окръжен център на окръг Тихейма в щата Калифорния, САЩ. Ред Блъф е с население от 14 287 жители (по приблизителна оценка от 2017 г.) и обща площ от 19,60 км² (7,60 мили²).
През града преминава река Сакраменто, а Междущатска магистрала 5 е в близост до него.